# Wiesław Boryś
Prof. dr hab. Wiesław Boryś (Bzin, 4. siječnja 1939.), poljski je jezikoslovac.
Rodio se 1939. u mjestu Bzinu, u kotaru Kielce, koje je danas dijelom grada Skarżysko-Kamiennog).
Područje njegovog znanstvenog zanimanja je:
- povijesno-poredbeno slavističko jezikoslovlje (osobito poredbena gramatika slavenskih jezika)
- slavenska etimologija (praslavenska, općeslavenska, poljska, kašupska, hrvatska, srpska, bjeloruska)
- rekonstrukcija praslavenskoga leksičkog fonda
- povijest slavenskog leksika
- povijesna slavenska leksikologija* hrvatska i srpska povijesna tvorba
- suvremena i povijesna hrvatskom dijalektologija* povijest hrvatske akcentuacije

Za hrvatsku je znanost i kulturu bitan što je u svom radu povezivao općeslavenske i poljske teme s hrvatskima. Zbog dugogodišnjega poticanja interesa za hrvatske teme, zbog zauzetosti za hrvatsku pismenost, književnost i kulturu u cjelini, dobio je INA-inu nagradu za promicanje hrvatske kulture u svijetu. Jednim je od pokretača odvajanja hrvatskih nastavnih programa od srpskoga na Jagielonskom sveučilištu u Krakowu, pa je tako taj odsjek od 1996. dobio ime „Odsjek za hrvatsku, srpsku i slovensku filologiju".
Od 1986. radi na Jagielonskom sveučilištu (polj. Uniwersytet Jagielloński) u Krakovu, a od 1998. redovitim profesorom na Katedri za hrvatsku, srpsku i slovensku filologiju. Nekoliko je godina bio i predstojnikom te katedre.
Danas radi na Poljskoj akademiji znanosti, na Odsjeku za jezikoslovlje – Institutu za slavistiku. U Krakovu radi na Odsjeku za slavensku filologiju u Krakowu, na katedri za hrvatski, srpski i slovenski jezik.

## Nagrade
- INA-ina nagrada za promicanje hrvatske kulture u svijetu za 2008. godinu